# Thomas Waitz
Thomas Alexander Waitz (ur. 16 maja 1973 w Wiedniu) – austriacki rolnik i polityk, poseł do Parlamentu Europejskiego VIII, IX i X kadencji.

## Życiorys
Zawodowo zajął się rolnictwem, prowadząc rodzinne gospodarstwo rolno-leśne, specjalizujące się w przemyśle drzewnym, hodowli owiec i przetwórstwie owoców. Zaangażował w działalność polityczną w ramach Zielonych. Został przewodniczącym federalnych struktur Grüne Bäuerinnen und Bauern, organizacji rolniczej afiliowanej przy tym ugrupowaniu. W wyborach w 2014 bez powodzenia kandydował do Europarlamentu. Mandat eurodeputowanego VIII kadencji objął w listopadzie 2017 w miejsce Ulrike Lunacek. W PE dołączył do frakcji Zielonych i Wolnego Sojuszu Europejskiego. W PE zasiadał do końca kadencji w lipcu 2019. W tym samym roku został współprzewodniczącym Europejskiej Partii Zielonych (był nim do 2024).
W lutym 2020 powrócił do Europarlamentu, obejmując mandat posła IX kadencji (dodatkowe miejsce w PE, które przypadło Austrii po brexicie). Utrzymał go na kolejną kadencje w wyborach w 2024.